# Alfred Hart Everett
Alfred Hart Everett (Isola Norfolk, 11 ottobre 1848 – Londra, 18 giugno 1898) è stato un funzionario e naturalista britannico di stanza nel Borneo.

## Biografia
Everett nacque sull'isola Norfolk. Nel 1869 si recò nel Sarawak, nella parte nord-occidentale del Borneo, per raccogliere esemplari di storia naturale. Dopo due anni entrò al servizio del Regno di Sarawak per conto dei Rajah Bianchi del Borneo come residente britannico nel distretto del Baram.
Nel settembre del 1879 entrò al servizio della nuova società amministrativa della regione, la North Borneo Chartered Company, e gli fu affidato il compito di mantenere la pace e l'ordine nella regione di Papar e di Abai. Nel 1881 fu nominato residente della West Coast Residency e gli fu commissionata la costruzione della nuova capitale del Borneo settentrionale britannico a Kudat. Per motivi di salute, lasciò questa carica nel 1883 per andare a curarsi in Inghilterra.
Everett tornò nel Borneo all'inizio del 1885 e lo stesso anno venne nominato da Charles Johnson Brooke come suo console presso la corte del sultano del Brunei. Anche il fratello H. H. Everett si trasferì nel Sarawak.
Munito di una licenza di prospezione della North Borneo Chartered Company, continuò le sue ricerche di storia naturale nel Borneo settentrionale e nel Sarawak.
Nel 1891 A. H. Everett fu accettato come membro a pieno titolo della British Ornithological Union.
Everett non si sposò mai e morì il 18 giugno 1898 a Londra.

## La carriera di naturalista
Everett raccolse esemplari di storia naturale per conto di Arthur Hay, IX marchese di Tweeddale, Walter Rothschild e altri ricchi collezionisti ed è divenuto particolarmente noto per la sua collezione di uccelli e mammiferi del Borneo e delle Filippine.
Molti degli esemplari raccolti da Everett sono stati esposti al museo di Tring e al British Museum.
Ancora oggi molte delle specie da lui scoperte portano il suo nome, tra cui:

### Uccelli
- mangiaragni di Everett (Arachnothera everetti)
- beccafiori di Everett (Dicaeum everetti)
- yuhina di Everett (Yuhina everetti)
- tordo di Everett (Zoothera everetti)
- occhialino di Everett (Zosterops everetti)
- tesia di Everett (Tesia everetti)
- quaglia tridattila di Sumba (Turnix everetti)
- bucero di Everett (Rhyticeros everetti)
- monarca di Everett (Symposiachrus everetti)
- bulbul di Everett (Hypsipetes everetti)

### Mammiferi
- tasso furetto del Borneo (Melogale everetti)
- scoiattolo di montagna del Borneo (Dremomys everetti)
- tupaia delle Filippine (Urogale everetti)
- ratto di foresta delle Filippine (Rattus everetti)

### Anfibi
- raganella di Everett (Litoria everetti)

### Pesci
- barbo pagliaccio (Barbodes everetti)